# علي محسن الأحمر
 علي محسن صالح الأحمر (20 يونيو 1945) نائب رئيس الجمهورية السابق، ومن أبرز الشخصيات العسكرية والاجتماعية اليمنية، وأحد مؤسسي المؤتمر الشعبي العام وعضو اللجنة الدائمة للمؤتمر الشعبي العام لثلاث دورات متتالية من تاريخ تأسيس المؤتمر الشعبي العام 1980م وفترة الدورة ثلاث سنوات وعضو لجنة الدفاع باللجنة الدائمة للمؤتمر الشعبي العام. كان قائد الفرقة الأولى مدرع وقائد المنطقة الشرقية الغربية والرجل الثاني في اليمن بعد علي عبد الله صالح. شارك في حرب الجبهة عام 1979 وحرب صيف 1994 ونزاع صعدة وكان يُعتبر أقوى رجل في المؤسسة العسكرية.
انضم للاحتجاجات الشعبية في اليمن عام 2011 التي انتهت بتوقيع المبادرة الخليجية عام 2012. وترأس ما سمي بهيئة أنصار الثورة الشبابية الشعبية التي أعلنت تعهدها بحماية شباب الثورة من أي هجوم مسلح من قبل نظام صالح وخاضت قواته معارك متعددة مع الحرس الجمهوري. كجزء من خطة مُعلنة لهيكلة الجيش اليمني، حٌلت الفرقة الأولى مدرع وعُيّن مستشارا لرئيس الجمهورية.
لديه علاقات قوية مع دول الخليج العربي خصوصا المملكة العربية السعودية ودولة قطر، كما ينظر اليه بأنه على علاقة وطيدة بالجماعات السلفية في اليمن، وكان يد علي عبد الله صالح اليمنى ومُنَّفذ النظام اليمني. دُمرت الفرقة الأولى مدرع التي أسسها بتقدم جماعة الحوثيين الموالية لإيران من محافظة صعدة مروراً بمحافظة عمران وصولاً إلى صنعاء وبإسناد من وحدات عسكرية اتهمت بالولاء لصالح، ومع سيطرة جماعة الحوثي الموالية لإيران على العاصمة صنعاء حيث كان القضاء عليه أحد أهدافها المعلنة، غادر إلى السعودية في 24 سبتمبر 2014.
في 22 فبراير 2016، أعلن الرئيس اليمني عبد ربه منصور هادي عن تعيينه لمنصب «نائب القائد الأعلى للقوات المسلحة»، إلى إصدار قرار آخر في 3 أبريل من نفس السنة بتعيينه نائبًا للرئيس خلفًا لخالد بحاح. القرار الذي أثار كثير من الجدل بين من عارضه ومن أيده بشدة، غير أن كثيرين رأوه رسالة واضحة من الرئيس هادي والتحالف العربي بقيادة القوات المسلحة السعودية لتوجههم نحو الحسم العسكري واستعادة السيطرة عسكريا على العاصمة نظراً لما يتمتع به محسن من مرونة في تحالفاته وعلاقة قوية بالقبائل وقادة الجيش، ومن شأن تعيينه استمالة هذه القبائل خصوصا في مناطق الشمال لصف قوات الشرعية بقيادة الرئيس هادي.

## النشأة والتعليم

علي عبد الله صالح (يمين) مع علي محسن الأحمر

ولد في قرية بيت الأحمر، في مديرية سنحان في محافظة صنعاء، ودرس الصفوف الأساسية وحصل على معادلة في الثانوية العامة. التحق بالجيش اليمني عام 1961، في «السرية الرابعة»، وفي عام 1968 رُقِّيَ من جندي إلى رتبة ملازم أول، ثمّ التحق ب«الكلية الحربية اليمنية» عام 1971، وحصل منها على شهادة البكالوريوس في العلوم العسكرية عام 1974، وعقب حصوله على تلك الشهادة أن رقّيَ إلى رتبة نقيب. التحق بمعهد الثلايا في تعز، فحصل على شهادة قادة كتائب، كما حصل على زمالة الدكتوراه من أكاديمية ناصر العسكرية العليا في القاهرة سنة 1986. وظل يترقى حتى وصل إلى رتبة لواء ركن. قبل أن يصدر الرئيس هادي قرار بترقيته إلى رتبة فريق ركن في عام 2016.
في إحدى وثائق ويكيليكس، يقول حميد الأحمر أن علي محسن الأحمر «ابن عمه العاشر، وليس أقرب من ذلك». وبحسب صحيفة الغارديان يشار إليه أنه ابن عم أحد أخوة صالح غير الأشقاء، وبعض التقارير تزعم أنه الأخ غير الشقيق لصالح.

## العمل العسكري
عمل في المجال العسكري قائد سرية مشاة من لواء المغاوير 1970م، ثم قائد سرية دبابات في اللواء الأول مدرع 1975م، ثم قائد الكتيبة الرابعة دبابات مستقلة 1977م، ثم أركان حرب اللواء الأول مدرع 1978م، ثم أركان حرب الفرقة الأولى مدرع وقائد اللواء الأول من الفرقة في يناير 1983م، ثم قائد المنطقة العسكرية الشمالية الغربية أركان حرب الفرقة في 8 يناير 1995م، ثم قائد المنطقة العسكرية الشمالية الغربية وقائد الفرقة الأولى مدرع في 22 يناير 2001م، ثم مستشاراً لرئيس الجمهورية لشؤون الدفاع والأمن في 10 إبريل 2013م، ثم نائباً للقائد الأعلى للقوات المسلحة في 22 فبراير 2016م.

## المواقف والمهام
من خلال تدرجه في المناصب العسكرية ساهم شارك في حروب الدفاع عن النظام الجمهوري في عدة جبهات، وفي الحرب التي دارت بين النظام الملكي والمؤيدين للجمهورية المسنودين بالجيش المصري آنذاك المعروفين باسم الجيش الجمهوري، والمعروفة بحـصار السبعين. وينظر إليه على أنه المساهم الأكبر في تشكيل القوات المسلحة اليمنية خصوصا بعد تركيز الرئيس السابق علي عبد الله صالح على بناء الحرس الجمهوري الذي أوكل قيادة لنجله احمد علي، والقوات الخاصة الذي أوكل قيادتها لنجل أخيه طارق صالح. وقد أسس الفريق محسن الفرقة الأولى مدرع تحت قيادته والتي كانت عبارة عن عدة الوية منتشرة في عدة مناطق داخل الجمهورية اليمنية.
وفي مارثون التفاوض حول الوحدة اليمنية كان محسن عضوا مهما وفاعلا في لجان التهيئة للوحدة، وبعد تحقيق الوحدة كان أحد أهم أعضاء لجان إعادة تنظيم ودمج القوات المسلحة اليمنية. وفي مطلع الالفينات عين نائبًا لرئيس اللجنة العسكرية السعودية اليمنية المشتركة لمعالجة الاختلالات العسكرية والأمنية بين البلدين، ولحلِّ قضايا الحدود وكان يمثل الجانب السعودي فيها الفريق أول ركن الأمير خالد بن سلطان بن عبد العزيز آل سعود مساعد وزير الدفاع للشؤون العسكرية بالمملكة العربية السعودية وفي عام 2004 كلفه الرئيس السابق علي صالح بقيادة العمليات العسكرية ضد جماعة الحوثيين الموالية لإيران.
وفي العام 2011 شكل انضمامه لثورة الشباب نقطة فارقة أسهمت في سقوط نظام الرئيس علي عبد الله صالح الذي كان بمثابة الذراع الأيمن له طوال فترة حكمه، لكن الأخير بتحالفه مع إيران وأتباعهم الحوثيين استطاع أن يقلص من نفوذ الرجل ويجبره على مغادرة العاصمة صنعاء من خلال دعمه لجماعة الحوثيين الموالية لإيران سياسيا وعسكريا واجتماعيا.
وبرغم ان كثيرين اتهموا الرئيس هادي أيضا بالتساهل مع النفوذ الإيراني المتمثل في جماعة الحوثي لغرض التخلص من نفوذ علي محسن، الا سيطرة جماعة الحوثي على القصر الرئاسي واجبار هادي على الهروب إلى عدن ثم إلى العاصمة السعودية الرياض، دفع الأخير إلى إعادة الاستعانة بمحسن بوصفه الخيار الوحيد امامه لاستعادة سلطته اذ عينه في 4 أبريل 2016 نائبا له وأوكل إليه قيادة قوات الشرعية الدستورية لاستعادة العاصمة.
ومنذ تعيين محسن نائبا للرئيس، ساهم في تحريك جبهات القتال ضد الحوثيين وصالح، وتولى الإشراف على عدد من المعارك ومنها مأرب وميدي بمحافظة حجة وتعز وشبوة، كما كان له اسهاما فاعلا في معركة إخراج تنظيم القاعدة في محافظة حضرموت. ويكاد لا يخلو مجلس علي محسن الأحمر في العاصمة السعودية الرياض من اجتماعات متواصلة مع رجال القبائل والقادة العسكريين لغرض التحشيد والتنسيق لحرب «استعادة العاصمة».
كما كان محسن محور اجتماعات مكثفة مع عدد كبير من السفراء على رأسهم سفراء الولايات المتحدة الأمريكية وبريطانيا والدول العشر الراعية للمبادرة الخليجية، أعقبها تصريحات متتالية من محسن بدعمه لمبادرة السلام التي عقدت في دولة الكويت نهاية أبريل 2016.

## العمل السياسي
عمل عضوًا في اللجنة التحضيرية للحوار الوطني التي عملت على صياغة الميثاق الوطني، وعضوًا في اللجنة الدائمة لحزب المؤتمر الشعبي العام لثلاث دورات متتالية، وعضوًا في لجنة الدفاع باللجنة الدائمة.

## أحداث 2011
وقعت مجزرة جمعة الكرامة في ساحة التغيير بصنعاء، الذي كان وقتها ساحة للمتظاهرين المعارضين لنظام علي عبد الله صالح. مع انتهاء عشرات الآلاف من المتظاهرين من صلاة الظهر، بدأ مسلحون ملثمون في إطلاق النار عليهم وعلى مدار ثلاث ساعات، قتل المسلحون ما لا يقل عن 45 متظاهراً وأصابوا نحو 200 آخرين، ترى هيومن رايتس ووتش أن عدد القتلى قد يصل إلى 52 قتيلاً إذا أضفنا من ماتوا على مدار الأيام التالية متأثرين بالإصابات. ورد في بيان اتهام النيابة 43 متظاهراً قتيلاً و127 آخرين مصابين. جميع من قُتلوا ونحو 40 ممن أصيبوا، تعرضوا لطلقات أسلحة نصف آلية في الرأس والصدر ومناطق أخرى من نصف الجسد العلوي، فيما وصفه مسؤولون طبيون ومحامون ومتظاهرون بأنه عمل قناصين مهرة القتل.
في 21 مارس أعلن علي محسن الأحمر تأييده للاحتجاجات ونشر قوات الفرقة الأولى مدرع، بداع  حراسة المتظاهرين. كما بدأ صادق الأحمر (ليس من أقارب الأحمر) شيخ مشائخ قبائل حاشد، في دعم المعارضة. وأعلن أيضا كل من اللواء محمد علي محسن قائد المنطقة الشرقية وقائد اللواء 310 حميد القشيبي انضمامهما إلى «ثورة الشباب».
وفي كلمة مقتضبة قال علي محسن:
| علي محسن الأحمر | نزولاً عند رغبة زملائي وابنائي في المنطقة العسكرية الشمالية الغربية والفرقة الاولى المدرعة، وأنا واحد منهم، أعلن نيابة عنهم دعمنا وتأييدنا السلمي لثورة الشباب السلمية». وأضاف «سنؤدي واجباتنا غير منقوصة في حفظ الامن والاستقرار». واعتبر اللواء علي محسن ان «إجهاض العملية الحوارية وإغلاق منافذ التوافق الوطني وقمع المعتصمين السلميين ادى إلى ازمة تزداد تعقيدا وتدفع البلاد نحو شفير العنف والحرب الاهلية. | علي محسن الأحمر |

## جدل واتهامات
في 2011 بدا تحالفا جديدا بينه وبين حزب التجمع اليمني للإصلاح (الفرع اليمني لجماعة الإخوان المسلمين) قاده إلى الانضمام إلى ثورة الشباب، وتوثق التحالف حتى سرت شائعات بانه أحد أعضاء الحزب غير ان محسن نفى ذلك مرار وتكرارا، واعتبره لا يعدوا تحالفا بين قوى ثورة الشباب وقوى الجيش الرافضة للظلم والفساد.
تأسست الفرقة الأولى مدرع عام 1983 وهي أحد ست فرق عسكرية كانت تشكل القوة البرية اليمنية وتعد أكبرها وأكثرها نفوذاً. ووفقًا لوثائق ويكيليكس، ساعد علي محسن الأحمر المخابرات السعودية في بناء مؤسسات سلفية في البلاد. كما تقول بعض التقارير الغربية ان علي محسن الأحمر كان مشرفًا على شؤون المجاهدين العائدين من أفغانستان، لعبت مؤسسات تابعه له ولحزب الإصلاح دورًا نشطًا في تأمين ملاذ للمجاهدين. وقد أثار علي محسن الأحمر الكثير من الجدل بسبب علاقته بالجماعات السلفية الجهادية، كما وجهت له اتهامات بدعمه وتساهله مع المتطرفين، الأمر الذي نفاه علي محسن الأحمر وبشده واعتبره تلفيقا من اجهزة مخابرات منافسه صالح. كما ان الجنرال محسن دائم اللقاءات والاجتماعات مع سفير الولايات المتحدة الأمريكية في اليمن وقيادات عسكرية أمريكية وسفراء بريطانيا والاتحاد الاوروبي وروسيا والصين. وكان له دور بارز في فك الحصار الشهير الذي فرضه تنظيم القاعدة على اللواء 25 ميكا بمحافظة أبين والذي كان لواءا محسوبا على الفرقة الأولى مدرع يقوده العقيد محمود الصوملي ورفض تسليم اسلحته لجماعة «انصار الشريعة» برغم انسحاب جميع التشكيل العسكرية في المحافظة وتسليم اسلحتها لمسلحي «انصار الشريعة» 
نتيجة لعلاقة محسن المبكرة مع الاسلاميين، فقد كان لهم نفوذ كبير داخل الفرقة. اتٌهم محسن بتحويل الفرقة الأولى مدرع إلى جيش شعبي لخدمته الشخصية، وتحول بقيادته إلى مرتع للمحسوبية والفساد وتوزيع المنافع وله أدوار كبيرة في عمليات تهريب السلاح والبشر والوقود. غير انه نفى ذلك مرارا مشيرا إلى ان المحسوبية وعمليات التهريب كانت خللا عاما في الجيش ومكافحة الفساد فيه كان قرارا بيد الرئيس صالح.
بالإضافة للديزل والسلاح، كان امتلاك الأراضي أحد الاتهامات الموجهة له من خصومه بتحويلها إلى مصدراً آخر من مصادر الربح غير المشروع كفساد عام طال النخب العسكرية ومنهم علي محسن الأحمر الذي تعده بعض التقارير انه وإلى جانب أحمد علي عبد الله صالح، من أكبر ملاك الأراضي في البلاد. رغم نفي محسن المتكرر هذه الاتهامات 
ويتهم الجنرال الأحمر بان لديه علاقات واسعة من المحاسيب داخل المؤسسة الاقتصادية اليمنية، وهي مؤسسة شبه حكومية يديرها ضباط يعينون بقرار جمهوري  وتعمل في مجال العقارات والسياحة والنفط والغاز والأدوية وتملك مساحات شاسعة من الأراضي وشركات شبه حكومية مختلفة. أدار الجنرال الكثير من الأراضي لغرض الاستخدام العسكري إما عن طريق الجيش أو المؤسسة، ليوزعها لاحقا على الضباط من فرقته أو يستثمرها لأرباحه الشخصية. وقد اظهرت احداث ما بعد سيطرة خصمه اللدود جماعة الحوثي الموالية لإيران على صنعاء ان كثيرا من الشركات والأراضي والاملاك التي نسبت له لم يجد الحوثيون أي علاقة له بها  برغم الحماسة الشديدة التي ابداها الحوثيون لملاحقة كل املاكه وثرواته بعد مغادرة اليمن في سبتمبر 2014.
وأعلن الحوثيون سيطرتهم على كامل املاكه في اليمن وهي منزلين له في صنعاء احدها يعد قصرا واسعا، ومنزلا في محافظة الحديدة فقط، اما الشركات والاعمال التجارية فقد اشارت تقارير صحفية ان النيابة العامة ولجان التحقيقات التي شكلها الحوثيون اثبتت عدم علاقته أو تقاضيه ربحا ثابتا منها.
وعن اتهامات له بامتلاك اراض واسعة في المناطق الجنوبية، أعلن الفريق محسن الأحمر عن رغبته في إنشاء لجنة تحقيق بقيادة محافظ عدن القيادي الحراكي عيدروس الزبيدي الذي يعد أحد خصومه أيضا، ومصادرة أي شبر يثبت امتلاكه له.
ويعد الأحمر مصدر جدل وتأثير واسع بين خصوم اشداء ومحبين اشداء أيضا، ويعرف بمرونته السياسية وقدرته على نسج حلفاء واصدقاء داخل اليمن وخارجها  كما عرف انه وقف بصرامه ضد التيارات التي ارتبطت بالاتحاد السوفيتي لكنه لم يقترب من أمريكا، وهو نادر الظهور على وسائل الاعلام برغم نشاطه ولقاءاته الميدانية الدائمة بمشائخ قبليين وعسكريين وسفراء وسياسيين ودبلوماسيين، ما جعل جانبا كبيرا من حياته غير معروفه لدى اليمنيين وغير اليمنيين.